# Lypha facula
Lypha facula är en tvåvingeart som först beskrevs av Henry J. Reinhard 1959.  Lypha facula ingår i släktet Lypha och familjen parasitflugor.
Artens utbredningsområde är Kalifornien. Inga underarter finns listade i Catalogue of Life.